# 格林維爾 (新罕布什爾州普查規定居民點)
格林維爾（英語：Greenville）是位於美國新罕布什爾州希爾斯波羅縣的普查規定居民點。

## 人口
根據2020年美國人口普查的數據，格林維爾的面積為8.88平方千米，皆為陸地。當地共有人口1074人，而人口密度為每平方千米120.95人。